# 音盤紀行
『音盤紀行』（おんばんきこう）は、毛塚了一郎による日本の漫画作品。
『青騎士』（KADOKAWA）にて、Nr.1（創刊号）より連載中。レコードをテーマにした短編漫画。
世界各国、いろんな時代を舞台に、レコードと音楽の紡ぐオムニバス連載。作者の毛塚にとって、初の連載作品である。

## 作風
『PHILE WEB』（音元出版）によると、「レコード屋独特の空気感、臭いのようなものが濃く伝わってくる」作品である。ライターの島田一志によると、本作は「レコード愛」に満ちた漫画である。
短編作品がオムニバス形式で進行していく本作では、「レコードという形のあるものだからこそ生まれた物語ばかり」のストーリーが展開されている。

## 制作背景

### きっかけ
作者の毛塚は「音楽自体が昔から好き」であったため、家の近所にあった江古田の「おと虫」という店で中古のCDを購入していた。おと虫は「どちらかといえばレコードがメインのお店」であったが、毛塚は当初、CDしか見ていなかった。1990年生まれであり、レコード世代ではないが、大学生になったころにビートルズなどの音楽を聴くようになり、「こういう音楽をレコードで聴いたらどうなんだろう」と考え、「レコード棚を覗くようになった」ことがレコードを聴くきっかけとなった。

### 連載まで
2015年から2016年ごろ、「ストーリーを描くことを意識し始めた」毛塚は好きな題材を選ぼうと考え、レコード屋をテーマに執筆したところ、自身の中で好感触であった。同人誌でレコードの漫画を制作し続けたところ、担当編集者から声をかけられた。2020年10月には連載の話がもちかけられた。担当編集者はレコードの同人誌以前より毛塚の漫画を読んでいたため、『青騎士』の創刊にあたり、ぜひ毛塚に描いてほしいと考えたのである。担当編集者も音楽が好きで、雑誌で「何を描くかとなったとき、やっぱりレコードかな」と考えたと話している。毛塚はこの担当編集者であれば「音楽やレコードのこともディープなところまで突っ込んで話せる」と思い、商業誌での執筆を決意している。本作のタイトルは「色々な場所にどんどん動いていくようなストーリーが作りたい」と思い、「紀行」とつけられている。

### 制作
読者に「漫画として面白い」と思われることが1番嬉しい毛塚は、「音楽ファン、レコードファン以外の方にも楽しんでいただけるような作品」を意識して制作している。担当編集者がマニアックであるからこそ、難解な用語の調整ができるといい、「うんちくやマニアックなネタ」は1話に1ネタくらいの登場となっている。「やろうと思えばディープでマニアックな話も描ける」が、「漫画にとってはキャラクターの魅力が大事な要素」であると毛塚は考えているため、「レコードは共通したテーマとして据えて、キャラクターのストーリーをメイン」にして多くの読者に楽しんでもらうようにしている。毛塚は「マニアックさはほどほどにして、レコードを聴かない人にも通じるドラマを描きたかった」とも話している。「お店に並んだレコードのジャケット」や「壁に貼られたポスター」など、細かい部分では「マニアポイントを発散」させている。
「毎回乗り物を描く」が裏のテーマとして存在しているため、本体表紙では「作中に登場した乗り物をデザイン」して描かれている。乗り物へのこだわりの理由は「青騎士という熱量ある雑誌の中で生き残るためには、自分が熱量を持って描けるものを選ばないといけない」からである。
「同人誌のときはひとつのレコード屋を軸に話を展開していた」が、それでは描けない話があった。そんなころに担当編集者から声をかけられたこともあり、「同人誌ではできなかったいろんな国、いろんな場所の話を描きたい」という思いから、オムニバス形式となっている。第1巻では「バラバラな中にもレコードという共通の軸を通して、その中でストーリーを作っていく」がコンセプトであったが、読者からの感想ではそこが伝わっている点がよかった、と毛塚は話している。

### デザイン
当初毛塚は「単行本のデザインはすごく古い感じにしてほしい」と担当編集者に意見を出したが、却下されている。しかし「レトロに振り切って懐古趣味にはならないよう気をつけて」いるという。単行本では紙にこだわっており、表紙のタイトルとジャケットでは、「UV厚盛」という「UVインクを紫外線で固めて立体感を持たせる加工」がなされており、装丁は「レコード特有の質感」がある。本棚で長く置けるよう、制作されている。目次では「レコードの帯のようなデザイン」が描かれている。

## 反響
作者の毛塚は、生粋のレコードファンである。それもあり、2022年5月20日に単行本第1巻が発売されると、レコード界隈で反響を得た。毛塚にとって初の商業誌作品での単行本であったが、2022年7月時点で既に重版が決定されていた。同年8月には、好評により再重版がかかった。

## 評価
漫画ライターのちゃんめいは、本作について「ずらっと並んだレコードの棚などの、細部まで美しい描写」であり、「レコードから流れる音楽や歌詞ではなく、あくまでも”レコード”が主題となっているところが面白い」と評している。

## 書誌情報
- 毛塚了一郎『音盤紀行』KADOKAWA〈青騎士コミックス〉、既刊3巻（2025年2月20日現在）
  1. 2022年5月20日発売[2][11]、ISBN 978-4-04-737090-6
  2. 2023年10月20日発売[3][12]、ISBN 978-4-04-737090-6
  3. 2025年2月20日発売[13]、ISBN 978-4-04-738265-7

## コラボレート
2022年9月、作者の毛塚が「大のアナログレコードファン」であることから、東洋化成とコラボレートを展開。コラボTシャツが販売されている。